# Promilă
Termenul „promilă” (din germană promille) este utilizat pentru a desemna a mia parte dintr-o cantitate dată, o proporție în raport cu o mie, o miime sau a zecea parte dintr-un procent. Promila se notează cu semnul ‰, care este asemănător simbolului % (procent), doar că are un zero în plus la sfârșit.
Simbolul promilei este inclus în blocul de punctuație generală a standardului de caracatere Unicode: U+2030 ‰ per mille sign (HTML &#8240; ·  &permil;). Pe sistemele de operare Windows este accesibil prin combinația ALT+0137.

Promila este folosită frecvent în demografie pentru exprimarea unor valori ca rata natalității, rata mortalității. Se mai folosește în diverse domenii, cum ar fi la indicarea nivelului de alcool în sângele șoferilor (de exemplu: 0,2‰) sau la exprimarea nivelului salinității (de exemplu: „salinitatea medie este 35‰”).